# Leo Brouwer
Juan Leovigildo Brouwer Mesquida (La Habana, 1 de marzo de 1939), más conocido como Leo Brouwer, es un compositor, guitarrista y director de orquesta cubano.
Brouwer es nieto de la compositora y pianista cubana Ernestina Lecuona de Brouwer y sobrino nieto del gran músico, compositor y director de orquesta Ernesto Lecuona y primo de Margarita Lecuona, autora de los famosos temas, “Babalú” y “Tabú”, entre otros.
Comenzó a tocar la guitarra a la edad de 13 años, atraído por el sonido flamenco y motivado por su padre Juan Brouwer, que era médico y guitarrista aficionado. Su primer maestro real fue Isaac Nicola, quien fue alumno de Emilio Pujol, a su vez alumno de Francisco Tárrega. Dio su primer recital a la edad de 17 años, aunque para este tiempo sus composiciones ya empezaron a llamar la atención. Preludio (1956) y Fuga (1959), ambas con influencia de Bartok y de Stravinsky, son muestra de su temprana comprensión de música no propia de la guitarra. Viaja a Estados Unidos para estudiar música en la universidad de Hartford y posteriormente en la Juilliard School, donde Stefan Wolpe le enseña composición.

## Como compositor
Commandeur des Arts et Lettres (Francia, 2018). Es Miembro honorario de American Academy of Arts and Letters (Estados Unidos, 2019), Miembro de Honor del CIM de la UNESCO, del Instituto Italo-Latinoamericano, de la Sociedad de Compositores y Autores de Italia, de la Academia de Bellas Artes de Granada, Académico correspondiente de la Real Academia de Ciencias, Bellas Artes y Nobles Letras de Córdoba, España, Miembro numerario de la Academia Cubana de la Lengua y Embajador del Instituto Latino de la Música, entre otras membrecías en prestigiosas instituciones internacionales.
Debido a su intensa labor como compositor, director orquestal, guitarrista, investigador, pedagogo y promotor cultural, Brouwer figura entre los más reconocidos músicos del momento. Baste la mención de sus trabajos en la dirección en Cuba de los primeros departamentos de música del ICAIC (1960) y del Teatro Musical de La Habana (1962); en la fundación y dirección del Grupo de Experimentación Sonora del ICAIC (1968); como Compositor Huésped en la Academia de Ciencias y Artes de Berlín (DAAD, 1970), en la conducción de más de ciento veinte orquestas sinfónicas y agrupaciones de cámara de todo el Mundo; en la participación como jurado en numerosos concursos internacionales de guitarra, de composición y de dirección orquestal; en poseer una discografía con su música que supera los 850 registros y un catálogo de más de trescientas cincuenta obras que abarca casi todos los géneros y formas musicales; en su labor como director artístico del Carrefour Mondial de la Guitare (Martinique, Francia ultramar, 1976-2001); director titular de la Orquesta de Córdoba, España (1992-2001) y director general de la Orquesta Sinfónica Nacional de Cuba (1981-2003). 
Posee más de trescientas distinciones internacionales artísticas y académicas, entre ellas: el Premio “Manuel de Falla” (Andalucía, España, 1998); el título doctor honoris causa en la Universidad de las Artes (ISA) en La Habana y en la Universidad de Santiago de Chile; el MIDEM Classical Awards (Cannes, 2003) con su Concierto de Helsinki para guitarra y orquesta; la Orden Pablo Neruda (Santiago de Chile, 2007), el Premio Goffredo Petrassi de Composición (Zagarolo, 2008), el Premio Nacional de Música en su primera edición (Cuba, 1999); el Premio Nacional de Cine (Cuba, 2009); el Premio Iberoamericano de la Música Tomás Luis de Victoria (SGAE, España, 2010) y dos Grammy Latinos  (en 2010, por la integral de sus cuartetos de cuerda y en 2017 con su obra Sonata del Decamerón Negro, n.º 3 para guitarra).
Varias agrupaciones y festivales llevan su nombre como: Brouwer Guitar Quartet de Estados Unidos, B3: Brouwer Trío de Valencia, España y la Joven Filarmonía Leo Brouwer formada por músicos procedentes de varias regiones de España con sede en Córdoba.
Ha compuesto y dedicado obras a reconocidos músicos como Julian Bream, John Williams, Yo-Yo Ma, Carlos Prieto, Edin Karamazov, Andreas Scholl, Egberto Gismonti, Chucho Valdés, Cecilio Perera, Eos Guitar Quartet, Ricardo Gallén, Pedro Chamorro, Costas Cotsiolis, Dúo Bandini-Chiacchiaretta y Niurka González.
Desde abril de 2005 preside la Oficina Leo Brouwer con sede en La Habana y su propia editorial Ediciones Espiral Eterna. En diciembre de 2008 se crea el Festival Internacional de Violão Leo Brouwer en Sao Paulo, Brasil, de frecuencia bienal y en octubre de 2009, el Festival Leo Brouwer de Música de Cámara en La Habana con carácter anual (2009-2014) del cual fue su presidente y productor ejecutivo.
Asimismo, ha producido el Festival Les Voix Humaines (Sept-Oct 2015), los Conciertos Solidarios en 2016 y el Festival Contratenores del Mundo (Sept-Oct 2016) en La Habana. Entre 2016 y 2019 ha compuesto obras solicitadas por Adelaide Guitar Festival, Changsha International Guitar Festival, Japan Guitar Ensemble Festival, Guitar Foundation of America, Camerata Argentina de Guitarras, Quaternaglia, Tom Kerstens y G Ensemble Plus, Minneapolis Guitar Quartet, Apollo Chamber Players, Newman & Oltman Duo, Global Education Center & Intersection, Joao Luiz Rezende, Jaime Penagos y VZW Rhapsodies.
Al inicio de su carrera, Brouwer compuso sus Estudios simples 1-20  para ampliar los requerimientos técnicos de la ejecución en la guitarra. Con estos estudios Brouwer produjo sin duda una obra mayor en el desarrollo de la técnica en la guitarra, haciéndolos no solo técnicamente demandantes sino también altamente musicales.
Las primeras obras de Brouwer representan su contexto cubano y muestran la influencia de la música afrocubana y su estilo rítmico. Un buen ejemplo de este periodo es el Elogio de la danza. Aunque es para guitarra sola, su segundo movimiento es un tributo a los Ballets Rusos (clara conexión con Stravinsky) siendo además este coreografiado. Le siguieron trabajos como su Sonograma 1 donde se refleja el uso de la incertidumbre, Canticum (1968), cuya primera parte representa el proceso por el cual un insecto adulto emerge del capullo e incidentalmente, incorpora un inusual cambio de afinación en la sexta cuerda a mi bemol La espiral eterna (1971), Un Día de Noviembre (1968), pequeña pieza que compone con una clara influencia de la música romántica que caracterizaba a Tárrega,Concierto para guitarra no. 1, Parábola (1973), y Tarantos (1974). Este periodo incorpora el uso del serialismo, el dodecafonismo y los modos seriales abiertos que en la época se consideraban avante garde y que en parte son inspiración de compositores que escuchaba con predilección como Luigi Nono y Iannis Xenakis.
Su último periodo es prácticamente en su totalidad minimalista, nunca yendo tan lejos como Steve Reich, pero una exploración de este estilo resulta evidente. Brouwer lo describe como el desarrollo de un sistema modular. El decamerón negro (1981) probablemente el primero en este estilo la Sonata (1990), Paisaje cubano con campanas (1986) y Hika (1996) en memoria del compositor japonés Tōru Takemitsu es la más reciente.
Así como composiciones originales para guitarra, Brouwer es un ávido arreglista de otros compositores como Elite Syncopations y The Entertainer de Scott Joplin, o Fool on the Hill de The Beatles (Lennon/McCartney) entre muchas otras que ha arreglado para guitarra sola.

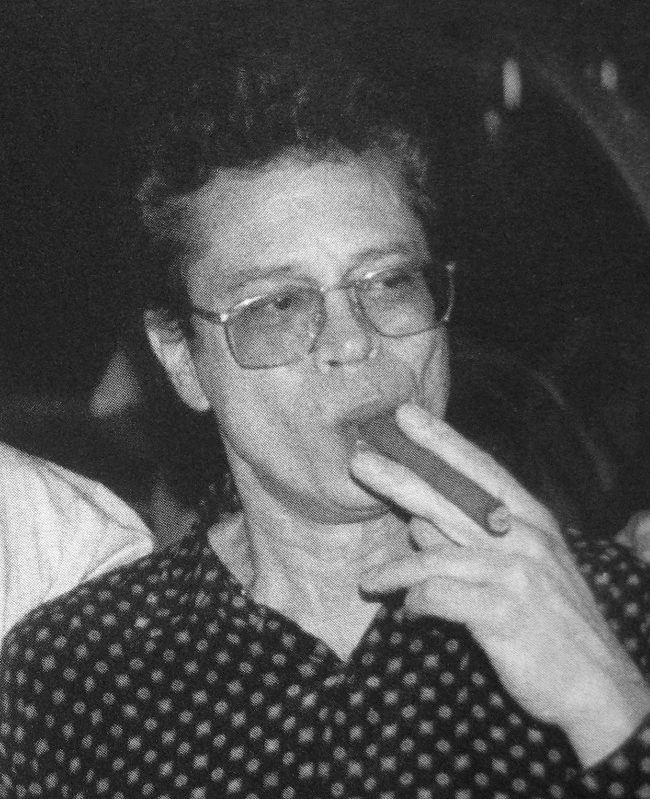
Leo Brouwer en el Festival Internacional de Guitarra, en La Habana (1998).

## Conciertos de guitarra
- Concierto para Guitarra No. 1
- Concierto N°. 2 "de Lieja"  (1981)
- Concierto N°. 3 "Elegiaco" (1986)
- Concierto N°. 4 "de Toronto" (1987)
- Concierto N°. 5 "de Helsinki"
- Concierto N°. 6 "de Volos"
- Concierto N°. 7 "La Habana"
- Concierto N°. 8 "Cantata de Perugia"
- Concierto N°. 9 "de Benicassim"
- Concierto N°. 10 "Libro de los signos para dos guitarras y orquesta"
- Concierto N°. 11 "Concerto da Requiem (in memoriam Toru Takemitsu)"

## Guitarra y Ensambles
- Tres danzas concertantes
- Quinteto para guitarra y cuarteto de cuerda"
- Quinteto para flauta, oboe, Eb clarineta, guitarra y cello"
- Acerca del Cielo, el Aire y la Sonrisa (para octeto de guitarras)
- Micropiezas (Dúo)
- Música Incidental Campesina (Dúo)

- Paisaje cubano con rumba (Cuarteto de Guitarras)

- Paisaje cubano con lluvia (Cuarteto de guitarras)

- Rito de los Orishas para guitarra sola

- Toccata para cuatro o más guitarras

## Guitarra sola
- Sonata
- Sonata No. 2 "Del Caminante"
- Sonata No. 3 "Del Decameron Negro"
- Sonata No. 4 "Del Pensador"
- Sonata No. 5 "Ars Combinatoria"
- Sonata No. 6 "De los Enigmas"
- Preludios epigramáticos
- Dos temas populares cubanos (canción de cuna, ojos brujos)
- Dos aires populares cubanos (Guajira criolla, Zapateado)
- Elogio de la danza
- Diez estudios nuevos
- Canticum
- Un día de noviembre
- Danza característica
- El decamerón negro
- Rito de los Orishas
- Estudios simples No. 1-20 en cuatro volúmenes
- Fuga No. 1
- Hika "In Memorium Toru Takemitsu"
- La espiral eterna
- Parábola
- Paisaje cubano con campanas (1986)
- Paisaje cubano con tristeza

- Paisaje cubano con fiesta (2008)
- Pieza sin título N°1
- Piezas sin título 2 y 3
- Rito de los Orishas para guitarra sola
- Suite en re
- Tarantos
- Tres apuntes
- Variaciones sobre un tema de Django Reinhardt
- Tres piezas latinoamericanas (arreglos) Danza del altiplano (Viva Jujuy - Rafael rossi), la muerte del ángel (Astor Piazzolla) y Canción Argentina (En los Surcos del Amor - Carlos Guastavino)

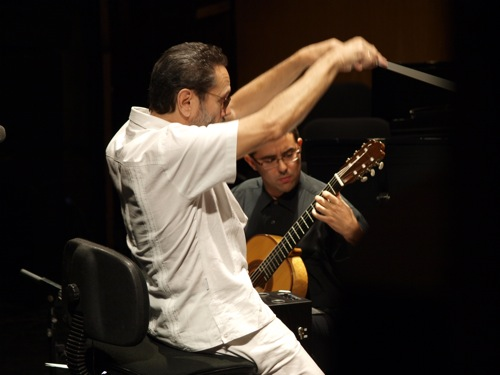
Foto de Leo Brouwer (de pie, con camisa blanca) dirigiendo la orquesta de Córdoba en el Gran Teatro de Córdoba. Al fondo se ve el guitarrista Javier Riba.

- Viaje a la semilla
- La ciudad de las columnas

## Otros instrumentos
- Sonata para cello solo
- Cuarteto de cuerdas No. 1
- Cuarteto de cuerdas No. 2
- Cuarteto de cuerdas No. 3
- La Vida Misma (para piano, violin, cello y percusiones)
- Balada (flauta y cuerdas)
- Canción de Gesta (para orquesta de cámara)
- Canciones Amatorias (para coro mixto, sobre textos de Federico García Lorca y José Hernández)
- 2009 Mitología de las Aguas (Sonata N° 1 para flauta y guitarra) - escrita para y dedicada a Sef Albertz

## Grabaciones
- De Bach a Los Beatles (EGREM)
- La obra guitarrística de Leo Brouwer. Vol. I. Brouwer por Brouwer. (EGREM)
- La obra guitarrística de Leo Brouwer. Vol. II. Brouwer intérprete. (EGREM)
- La obra guitarrística de Leo Brouwer. Vol. III. Re-creaciones. (EGREM)
- La obra guitarrística de Leo Brouwer. Vol. IV. Conciertos para guitarra y orquesta. (EGREM)
- La obra guitarrística de Leo Brouwer. Vol. V. Brouwer por los maestros Rey Guerra y Joaquín Clerch. (EGREM)
- La obra guitarrística de Leo Brouwer. Vol. VI. Presencia en el Festival Internacional de guitarra... (EGREM)
- La obra guitarrística de Leo Brouwer. Vol. VII. Ensambles con guitarras. (EGREM)
- La obra guitarrística de Leo Brouwer. Vol. VIII. Actuaciones memorables. (EGREM)
- Rara iClassics Enlace (Deutsche Grammophon)
  - (about)
- Leo Brouwer Collection Vol. 1-6 (Frame)